# Pierre Rameil
Pierre Joseph Rameil, né le 18 avril 1878 à Perpignan et mort le 4 février 1936 dans le 16e arrondissement de Paris, est un avocat et homme politique français.

## Biographie
Après une première tentative en 1910, il est élu député des Pyrénées-Orientales en 1914 et réélu jusqu'en 1928. Il succède en 1930 à Jules Pams au Sénat et y siège jusqu'à sa défaite en 1935. Il meurt quelques mois plus tard
En avril 1920, Pierre Rameil, rapporteur du budget aux Beaux-arts, annonce la transformation du Trocadéro en Théâtre national populaire dirigé par Firmin Gémier.
Il fut sous-secrétaire d'État à l'instruction publique et aux Beaux-Arts, chargé de l'enseignement technique et des Beaux-Arts du 23 juin 1926 au 18 juillet 1926 dans le gouvernement Aristide Briand (10).